# Charles Goerens

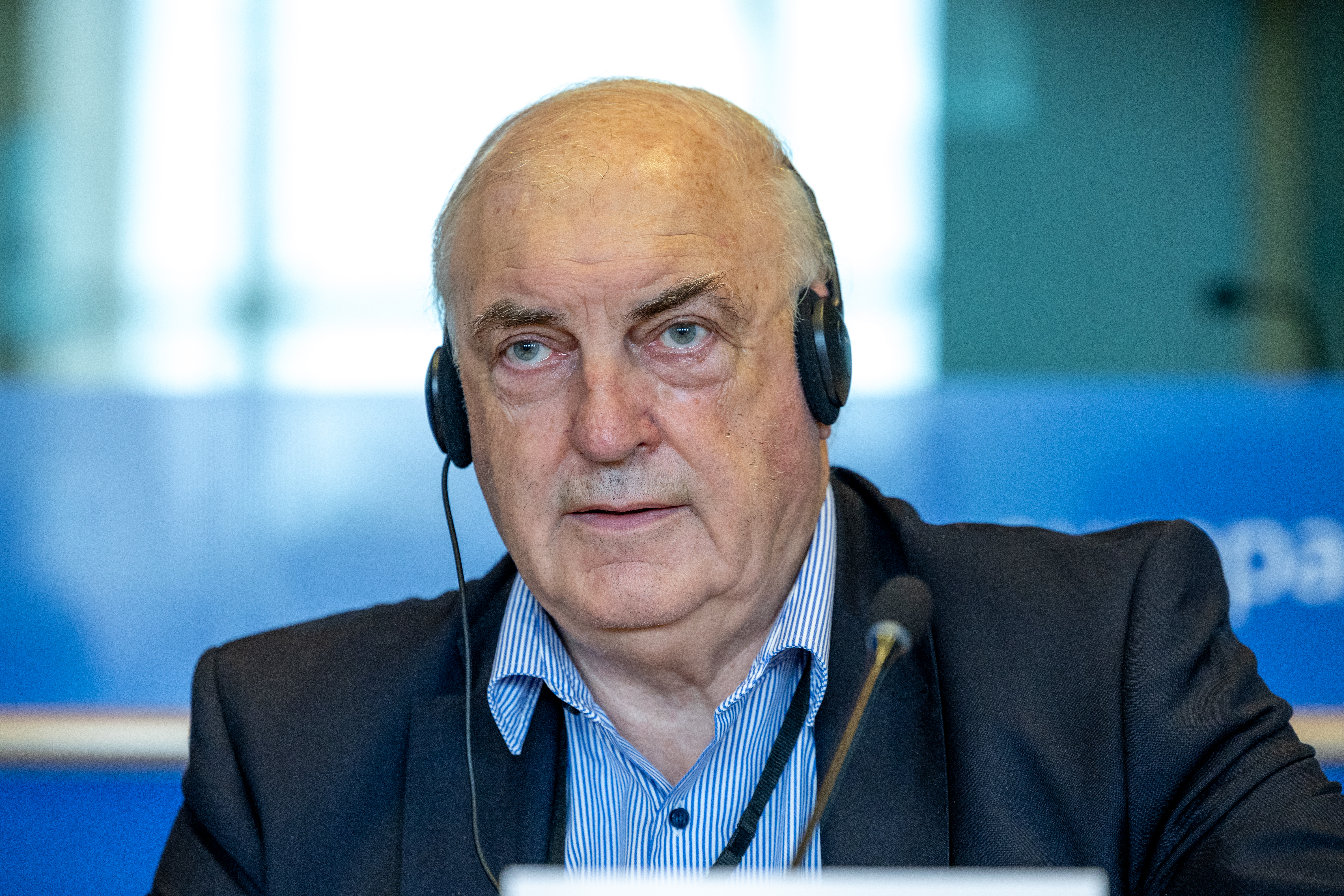
Charles Goerens (2024)

Charles Goerens (* 6. Februar 1952 in Ettelbruck) ist ein Politiker der Demokratesch Partei aus Luxemburg.

## Leben
Nach seiner Schulzeit studierte Goerens Agrarwissenschaften. Neben seinem Studium wurde Goerens politisch tätig und Mitglied der luxemburgischen, liberalen Demokratesch Partei, deren Vorsitzender Goerens von 1989 bis 1994 war. Goerens gab den Vorsitz der Partei 1994 an Lydie Polfer ab.
Goerens war Abgeordneter des Europaparlaments von 1982 bis 1984 sowie von 1994 bis 1999. Danach war Goerens in der Regierung von Jean-Claude Juncker von 7. August 1999 bis 31. Juli 2004 Verteidigungsminister und Umweltminister Luxemburgs. Für einige Tage war Goerens zudem von 20. Juli 2004 bis 31. Juli 2004 Außenminister Luxemburgs. Nach den Parlamentswahlen Luxemburgs von 2004 verlor Goerens mit der Regierungsumbildung seinen Ministerposten. Sein Nachfolger als Verteidigungsminister Luxemburgs wurde Luc Frieden und der Nachfolger als Außenminister war Jean Asselborn.
Seit 2009 ist Goerens erneut Abgeordneter im Europaparlament (7., 8., 9. und 10. Wahlperiode).
Charles Goerens ist seit 2019 Mitglied der überparteilichen Europa-Union Luxemburg und damit auch Teil der Europa-Union Deutschland und der Europäischen Bewegung. 

## Tätigkeiten als EU-Parlamentarier
Goerens ist Stellvertretender Vorsitzender in der Delegation in der Paritätischen Parlamentarischen Versammlung AKP-EU.
Als Mitglied ist er im Entwicklungsausschuss und im Unterausschuss Menschenrechte.
Stellvertreter ist Goerens im Ausschuss für auswärtige Angelegenheiten, im Haushaltsausschuss und im Sonderausschuss gegen organisiertes Verbrechen, Korruption und Geldwäsche.